# Atheta demissa
Atheta demissa är en skalbaggsart som först beskrevs av Notman 1921.  Atheta demissa ingår i släktet Atheta och familjen kortvingar. Inga underarter finns listade i Catalogue of Life.